# La Fosse-Corduan
 La Fosse-Corduan  là một xã ở tỉnh Aube, thuộc vùng Grand Est ở phía bắc miền trung nước Pháp.